# 猫草

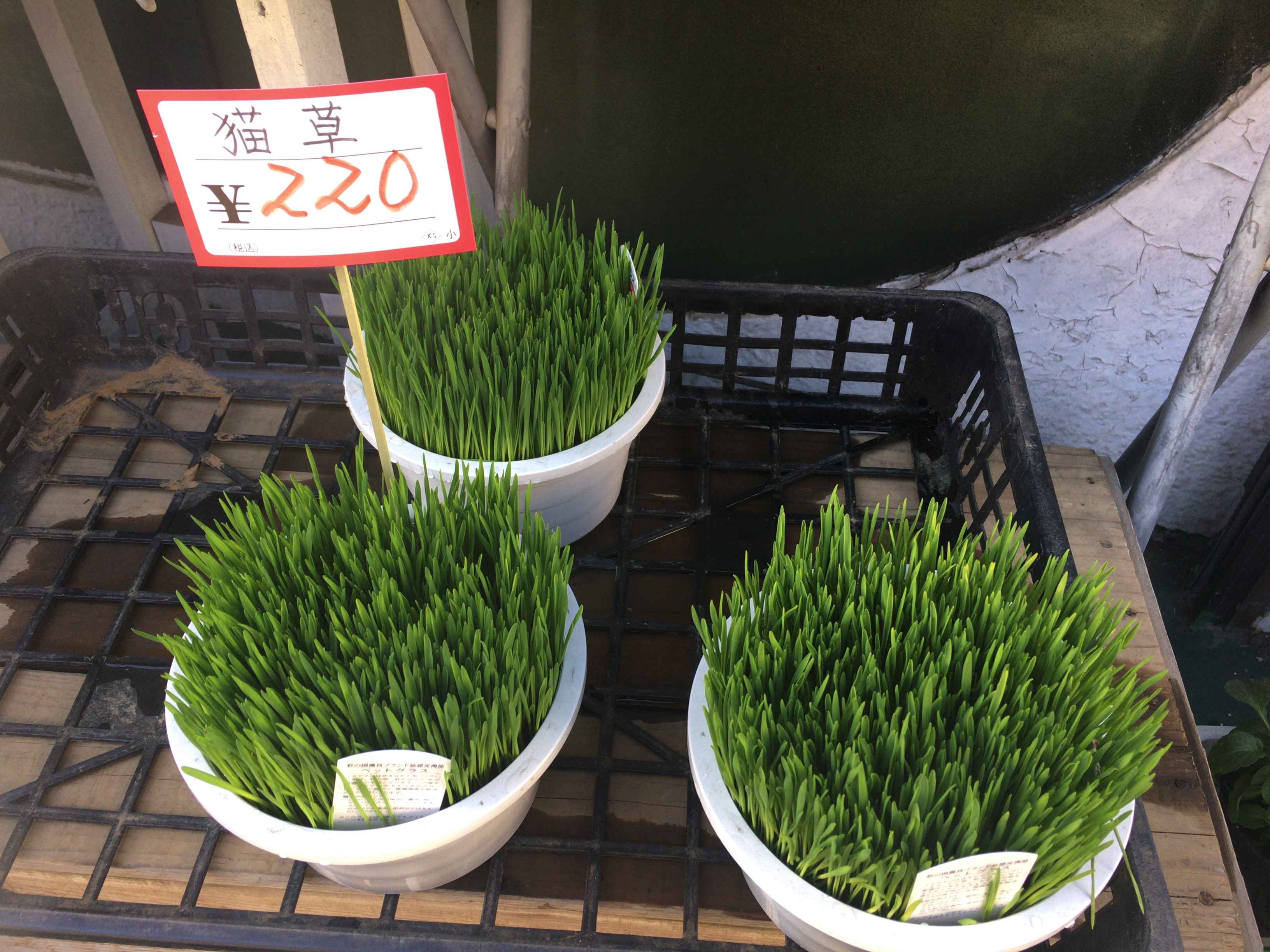
猫草、日本にて

猫草（ねこぐさ・ねこくさ）とは、ネコが好んで食す草の総称である。

## 概要
猫はイネ科の背の低い草を好む。猫草として販売される物の多くは燕麦であることが多い。また、エノコログサ等でも代用が可能である。ペットショップやホームセンターなどで発芽済みで発売されているほか、種や栽培キットなども販売されている。

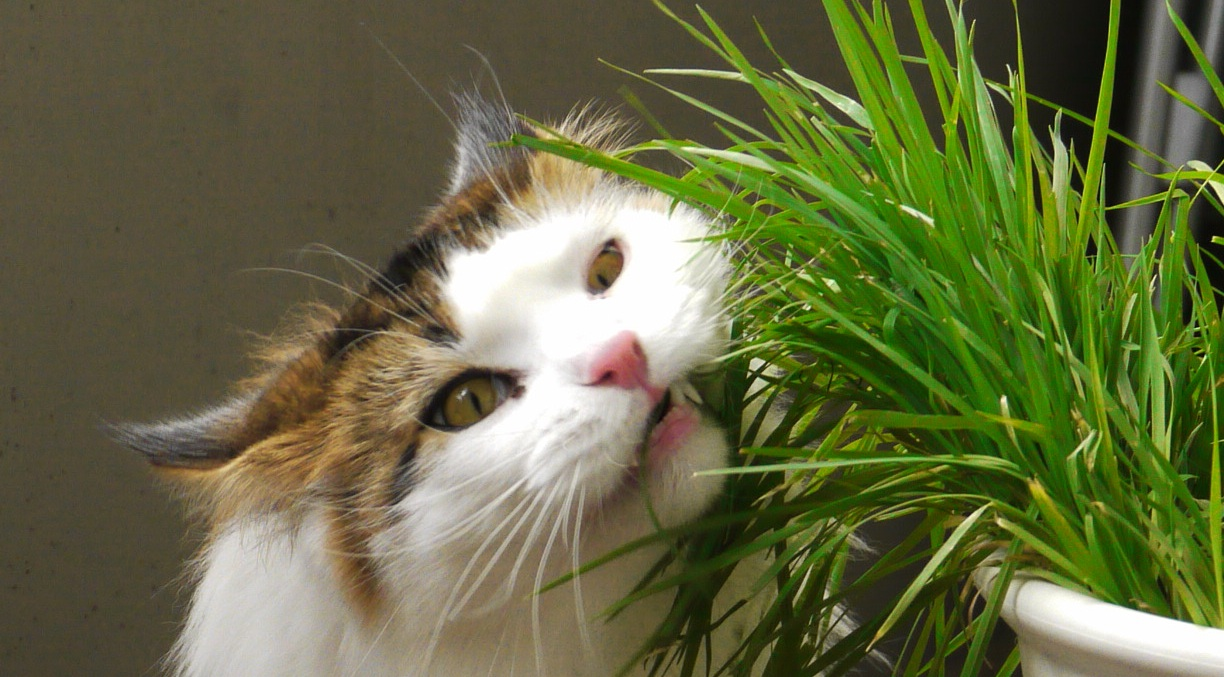
猫草をたべるネコ

猫によって好みがあり、食べない猫もいる。なお、食べないからといって健康を害する事は特にない。また、道端の草や観葉植物の中には、人間には無害でも猫にとっては有毒な物もある。
英語圏では、カモガヤなどがそのままCat Grass、もしくはCat Oat Grass（燕麦の若葉）、Cat Wheat Grass（小麦の若葉）などの商品名で販売されている。

## なぜ猫草を食すのか？
肉食である猫が、なぜ猫草を食すのかは解明されてはいない。一般的な説として、下記のようなものがある。
- グルーミングで飲み込んでしまった毛を毛玉として出すため。
- 排泄を良くするため。
- 葉酸というビタミンを摂るため。
- 胸焼けを抑えるためなどの体調を整える目的のため。
- 単に食感と味を楽しむため。

## 健康リスク
猫草には下記のようなリスクがあるので、注意が必要である
- 成長した草の場合は、内臓を傷つける可能性がある。
- 若い猫や老猫・病気を持っている猫など、消化器が整っていない猫の場合は消化不良を起こす可能性がある。
- 食べ過ぎて嘔吐する可能性もある。
- 道に生えてる草も衛生面や猫にとって毒で良くない場合がある。
- ネコ草の近くに観葉植物を置いておくと、誤食してしまう可能性がある。